# Elói Brás Sessim
Elói Braz Sessim (Cidreira, 2 de junho de 1950) é um empresário e político brasileiro.

## Carreira nos negócios
Elói é o proprietário do Grupo EBS de Comunicações, que administra as rádios Itaramã FM e Tramandaí AM.

## Vida pública
É um ex-prefeito das cidades gaúchas de Cidreira e Tramandaí.

#### Denúncias
Durante a sua gestão na prefeitura de Cidreira, foi acusado de ter cometido irregularidades a partir de janeiro de 1993 com a contratação de 42 servidores alegando excepcional interesse público sem concurso público ou a existência de lei autorizativa.
Durante a mesma gestão, construiu ainda o polêmico Estádio Municipal de Cidreira (conhecido como "Sessinzão"), hoje abandonado e que é considerado um elefante branco ao tornar-se um claro caso de desperdício de dinheiro público que ajudou a cidade a entrar em processo de endividamento.

## Vida pessoal
Foi casado com a também empresária e política Custódia Bergues da Silva (Custódia da Silva Sessim), também uma ex-prefeita de Cidreira.